# Dumerils varan
Dumerils varan (Varanus dumerilii) är en ödleart som beskrevs av Hermann Schlegel 1839. Dumerils varan ingår i släktet Varanus, och familjen Varanidae. Inga underarter finns listade.

## Geografisk utbredning
Dumerils varan är känd från Thailand, Myanmar, Malackahalvön, Borneo och Sumatra, liksom från några mindre öar som Bangka, Belitung och Kepulauan Riau.

## Beskrivning
Dumerils varan har ett platt, brett huvud med pinnlika, trubbiga tänder. Näsborrarna är förseglade med vattentäta lock av skinn, så att ödlan kan uppehålla sig under vatten.

## Diet
Dumerils varan äter krabbor, men den har också setts äta sniglar
insekter, mollusker, fisk, grodor och mindre gnagare.
Inte mycket är känt om denna art jämfört md andra varaner.

## Utseende och levnadssätt
Dumerils varan är en distinkt markerad mellanstor ödla som lever både i skog och i vatten i städsegröna skogar och mangroveskogar i sydöstra Asien. Vilka vanor Dumerils varan har som vild är föga känt och det beror antingen på att den antingen är sällsynt, eller för att den är skygg. Arten är emelletid välkänd som tamdjur och har uppfötts framgångsrikt i fångenskap. Närvaron av Dumerils varan i Singapore baserades på ett exemplar som rapporterades av den ungerske zoologen G. J. Fejervary år 1935 och den var också listad av Lim & Lim 1992. Det finns inga anteckningar om arten sedan dess, och det anses att arten nu är utdöd i Singapore.